# Nilosyrtis
Nilosyrtis  è una caratteristica di albedo della superficie di Marte.